# Jean-Pierre Desthuilliers
Jean-Pierre Desthuilliers (Versalhes, 22 de outubro de 1939 – 6 de dezembro de 2013) foi um escritor e poeta francês.

## Biografia
Jean-Pierre Desthuilliers estudou na escola secundária Liceu Albert-de-Mun na secção latim grego, na escola do Gai Savoir de Michel Bouts, depois no liceu misto de Meaux, actualmente Liceu Henri Moissan, na secção clássica depois matemática elementar.
Em 1956, frequentou a turma preparatória as escolas  superiores  no liceu Henri-IV, onde tem como professores Jean Itard e Émile Riche. Engenheiro ENSICA promoção 1962.
Fez uma primeira carreira como engenheiro e quadro na indústria, a Nord-Aviation onde trabalhou sobre o avião   Transall C-160, depois a Companhia dos Freios e sinais Westinghouse,  em Sevran onde registou várias patentes de invenção sobre sistemas de fluidique, depois em Rank Xerox França, enfim em Bernard Moteurs, então filial de Renault. Depois assentou ao Comité de  direcção   duma sociedade privada concessionária dum serviço público , Cofiroute, onde define e organiza o conjunto dos sistemas de monetica e portagem.
Depois é gerente sócio em Bossard Consultants onde contribuiu para desenvolver a sócio-dinâmica sob a direcção de Jean-Christian Fauvet e criou uma secção de inovação pedagógica.
Em 1992, abriu um escritório-consultor em engenharia pedagógica instalado em Boulogne-Billancourt.
Começou a escrever em 1954, encorajado pelo poeta  Jehan Despert quem o publicou nos seus Cahiers de l'Île de France  e lhe abriu as colunas do Figaro
Ocupou desde 1959 funções associativas culturais, especialmente:
- Desde 1962 até 1974 à Casa dos Jovenes e da Cultura, depois ao Centro Cultural de Chelles onde trabalhou particularmente com Michel Heim ;
- Desde 1978 até 1983 na ACILECE, criada cerca de Maurice Fombeure ;
- Desde 1983 em La Jointée, associação editora de revista literario Jointure (revue littéraire) cujo criador foi com, especialemente  Jacques Arnold[7], Georges Friedenkraft, Daniel Sauvalle e alguns outros poetas, e onde assegurou durante numerosos anos a funçáo de presidente tesoureiro;
- Desde 2004 no teatro Aire-Falguière cujo administrador.

E societário da Sociedade dos poetas franceses.
Por outro lado, junto a sua actividade profissional e do seu trabalho literário, Jean-Pierre Desthuilliers se comprometeu em várias formas de acção política e social. Nesta qualidade  foi especialmente:
- Desde 2002 até 2008 conselheiro de bairro do seu município de residência, Boulogne-Billancourt[8]  ;
- Um dos actores, representante dos diplomados do ENSICA, do processo de aproximação entre SUPAERO e o ENSICA que tem levado à criação do ISAE em 2007, depois da fusão das suas duas associações de antigos alunos  [9], que teve como resultado a criação da associação ISAE, cujo é administrador, e responsável da comunicação. E igualmente membro do Comité director do Clube Dirigentes da  associação, e nesta qualidade tem assegurado a responsabilidade da redacção do Livro Branco publicado em Abril de 2011 e intitulado Réinventer le métier d'ingénieur pour en revaloriser le rôle dans la société[10].

## Obras

### Poesias
- Obras publicadas
  - Le cristal opaque[11] · [12], (1974), lápis originales de Tardivo [13], edições Saint-Germain-des-Prés, colecção Miroir oblique. Esta obra, esgotada no editor, é agora publicada sob  Licence Art Libre no web site Culture libre [14], sem as ilustrações e com uma introdução.
  - L'arbre parole[11] · [15] · [16] (1979), desenhos e traços de Odile Damon-Leclerc, edições José Millas-Martin, colecção Grand Fond. Esta obra, esgotada no editor, é agora publicada igualmente sob  Licence Art Libre no web site Culture libre [17], sem as ilustrações.
  - Le sculpteur d'eaux, (1987), prefácio de Jacques Arnold, postfácio de Michel Martin de Villemer, seguido por Travaux d'un sculpteur d'eaux, prémio Jacques Normand da Société des gens de lettres.
  - La vigne adamantine (1999)
  - L'opéra des tarots dorés, pre-publicacão parcial em Soif de mots, tomo 7, edições do Brontosaure, Janeiro 2000[18]
- Colaboração ocasional o regular a regular a numerosas revistas :
  - Les cahiers de l'Île de France, de Jehan Despert
  - La revista do ACILECE[19]
  - Jointure[20] · [21]
  - Saraswati, direcção Silvaine Arabo
  - Phréatique, direcção Gérard Murail
  - Envols, edições do Vermillon, Ottawa, Ontario, Canada – direcção Hédi Bouraoui e Jacques Flamand
  - Les cahiers de l'Alba, direcção Mireille Disdero e Alain Castets
  - Le Cerf-Volant
- Presença em antologias[22]:
  - Poètes de Paris et de l'Île de France, edições da Revue Moderne, Paris 1957
  - Perspectives Spirituelles, edições Regain, Monaco 1987
  - Jointhologie, invitation au voyage, edições La Jointée, Perpignan 1990
  - Eros en Poésie, Livraria Galeria Racine, Paris 2002, com a participação do sito Ecrits...vains?
  - ZORNproject, écriture et schizophrénie, livro digital distribuído por o rede ePagine, Março de 2012 [23][24]

### Prefácios e altros paratextos
- Prefácio do romance póstumo de Michel Bouts : Sang Breton, e nota bibliográfica precisa do autor
- Prefácio da antologias composta por Joseph Ouaknine relativo ao tema dos pássaros : Savez-vous parler cui-cui ?
- Postfácio da obra de Francine Caron : Parcs et lunaparks de Paris, 150 haïkus écolo-ludico-bucoliques
- Prefácio da antologia de poemas em prosa de Christine Guilloux : Passages
- Prefácio do livro de poesia de Patricia Laranco : Lointitude
- Prefácio, e índice das palavras raras e insólitas da obra de Michel Martin de Villemer : Morgeline pour ma veuve
- Prefácio da obra colectiva dedicada a René Rougerie Du côté de chez René Rougerie, un amour fou de poésie

### Críticas, leituras e recensões
- Duas cooperações à obra colectiva Emmanuel Lochac, ses visages et leurs énigmes, 1994 : 
  - Le choc Lochac
  - A propos des Sixains de persévérance
- Ensaio crítico relativo ao livro Le Miel de l'abîme de Marc Alyn, in Jointure n° 68,Primavera 2001
- Leitura reconstructiva [25] da antologia L'Épissure des mots de Marc-Williams Debono, in Jointure n° 90, setembro 2009

### Ensaios e artigos
- « Comment lit-on Rimbaud, quand on a dix-sept ans ? », in Les cahiers de l'Alba, número 6-7 dedicado a Arthur Rimbaud, segundo semestre 2005, páginas 101 a 106
- Triangulation de la perception : le biface et l’os de seiche, in Plastir n° 15, Junho 2009[26]
- « Jacques Bergier, scifique et scientifique », in Jacques Bergier. Une légende… un mythe, livro de homenagem coordonado por Claudine Brelet, Edições de l’Harmattan, Paris, 2010  [27]

### Cooperações a obras editadas
- « Le Go, modèle littéraire », in Le Go aux sources de l'avenir, de Pascal Reysset, Edições Chiron, Paris 1992 : páginas 130 a 133 [28].
- Déléguer, voyage au cœur de la délégation, de Stéphanie Savel, Jean-Pierre Gauthier e Michel Bussières, colecção do Instituto Manpower, Edições d'organisation, Paris 2000 : páginas 128 e 129, 246 et 247, 332 [29].
- Réinventer le métier d'ingénieur pour en valoriser le rôle dans la société, sob etiqueta do ISAE Executive Club, o Clube dos dirigentes da Associação ISAE Supaero Ensica[30].

### Edição e acção poética
- Direcção da colecção literária Les oeuvres jointes[31]
- Criação e animação ateliers de escritas[32] e de espectáculos poéticos
- Co-realização com o filósofo Bruno Picot, do CD-ROM Henri Landier ou la cohérence d'une œuvre
- Criação e webmestrance de web sites dedicados a escritores e poetas:
  - Nicole Louvier, Nicole Louvier, mulher livre, poeta, músico e romancista
  - Jacques Arnold, Jacques Arnold, poeta, erudito e crítico
  - Jacques Bergier, Jacques Bergier, cientista, scifico e escritor
  - Elie-Georges Berreby, romancier, auteur dramatique, sculpteur
  - Elie-Georges Berreby, romancista, autor dramático, escultor